# Conrad Voss Bark
Conrad Voss Bark, eigentlich Conrad Lyddon Voss-Bark (* 9. März 1913 in Cottingham (East Riding of Yorkshire); † 23. November 2000), war ein britischer Journalist und Schriftsteller.

## Leben
Voss Bark absolvierte seine Schulzeit am Hymers College in Kingston upon Hull und an der Bristol Grammar School. Anschließend verdiente er seinen Lebensunterhalt mit verschiedenen Gelegenheitsarbeiten. 1935 bekam er eine Anstellung als Journalist bei The Hampstead News; später wechselte er zur Golders Green Gazette.
Während des gesamten Zweiten Weltkriegs arbeitete Voss Bark in London beim Ambulance Service. Sofort nach Kriegsende kehrte er nach Bristol zurück und fungierte dort für kurze Zeit als Herausgeber der Western Daily Press. Im Frühjahr 1947 ging er wieder nach London und wurde Journalist und Redakteur bei The Times.
1951 wurde er der erste Journalist, der für die BBC eine Live-Reportage im Fernsehen brachte.
Er war viermal verheiratet und hinterließ mehrere Kinder.

## Rezeption
Als Journalist wurde Voss Bark vor allem durch seine politischen Kommentare bekannt. Neben seinen Fachbüchern über das Fliegenfischen, welche von vielen geschätzt wurden (und immer noch werden), entstanden auch einige vom Publikum hochgeschätzte Kriminalromane. Dazu erfand Bark 1962 „Detective Mr. Holmes“, dem er in Folge einige seiner Werke widmete.

## Werke
Sachbücher
- The Arundell Arms beginner's flyfishing guide. Merlin Unwin, Ludlow 1993, ISBN 1-873674-14-7.
- The dry fly. Progress since Halford. Merlin Unwin, Ludlow 1996, ISBN 1-873674-22-8.
- Fishing for lake trout with fly and nymph. Witherby, London 1972, ISBN 0-85493-102-3.
- A fly on the water. Allen & Unwin, London 1986, ISBN 0-04-799034-1.
- A history of flyfishing. Unwin, London 1992, ISBN 1-873674-03-1.
- The new encyclopaedia of fly fishing. 2. Aufl. Hale, London 1999, ISBN 0-7090-6308-3. (früherer Titel The encyclopaedia of fly fishing).

Kriminalromane
- Mr. Holmes at Sea. Macmillan, London 1962 (Cock Robin Mystery).
- Mr. Holmes goes to ground. Macdonald, London 1963.
- Mr. Holmes and the fair Armenian. I. Henry Press, Hornchurch 1979, ISBN 0-86025-107-1 (Nachdr. d. Aug. London 1964).
- Mr. Holmes and the love bank. Macdonald, London 1964.
- The Shepherd file. Pan Books, London 1970, ISBN 0-330-02183-4 (Nachdr. d. Ausg. London 1966).
- The second red dragon. Pan Books, London 1972, ISBN 0-330-23271-1 (Nachdr. d. Ausg. London 1968).
- The sealed entrance. Chapman & Hall, London 1947.
- The big wave. Severn House, London 1979, ISBN 0-7278-0528-2.